# Micrurus spurelli
Micrurus spurelli este o specie de șerpi din genul Micrurus, familia Elapidae, descrisă de Boulenger 1914. Conform Catalogue of Life specia Micrurus spurelli nu are subspecii cunoscute.